# Moravičany
Moravičany település Csehországban, Šumperki járásban. Moravičany Mohelnice, Palonín, Loštice, Medlov, Bílá Lhota és Stavenice településekkel határos. Lakosainak száma 1326 fő (2024. január 1.).

## Népesség
A település lakosságának változását az alábbi diagram mutatja:
| Lakosok száma | 1280 | 1246 | 1356 | 1167 | 1178 | 1192 | 1300 | 1317 | 1324 | 1326 |
|               | 1869 | 1890 | 1921 | 1950 | 1980 | 2001 | 2017 | 2019 | 2022 | 2024 |